# 国分寺市立第二中学校
国分寺市立第二中学校（こくぶんじしりつ だいにちゅうがっこう）は、東京都国分寺市本多一丁目にある公立中学校。

## 沿革
- 1955年（昭和30年） - 国分寺町立国分寺第二中学校として開校[1]。
- 1956年（昭和31年）
  - 4月 - 校章制定。
  - 11月1日 - 校歌発表会を挙行。（作詞：土岐善麿、作曲：信時潔）
- 1964年（昭和39年）11月3日 - 市制施行に伴い、国分寺市立第二中学校と改称。

## 学校教育目標
- 健康で　たくましく生きる
- みずから学び　創造する
- 心豊かに　互いを尊重する

## 通学区域
一部の地域では他の学校へと選択可能となっている。
- 国分寺市立第一小学校
  - 東元町一丁目及び二丁目の全域、南町一丁目から三丁目の全域
- 国分寺市立第三小学校
  - 本多二丁目3～13番、三丁目の全域
- 国分寺市立第七小学校
  - 本町一丁目から四丁目の全域、本多一丁目及び四丁目から五丁目の全域、二丁目1～2番・14～16番、西恋ヶ窪一丁目1～3番・5～7番・10番（1～17・36～44）・12番（1～37・45・46）
- 選択可能
  - 東元町三丁目1～8番・10～16番・24～30番・32番、四丁目1～3番・12～18番、東恋ヶ窪一丁目の全域

## アクセス
- JR中央線、西武国分寺線及び西武多摩湖線 国分寺駅より下車徒歩7分